# 月光に濡れる教室で、僕は。
『月光に濡れる教室で、僕は。』（げっこうにぬれるきゅうしつで、ぼくは。）は、2003年3月28日にアダルトゲームブランド・ちぇりーそふとより発売された18禁学園調教アダルトゲーム。

## システム
身体の「どこ」に「何を」するかを選択することで、様々な調教を楽しむことができるシステムになっている。
このことによりヒロインたちの敏感な部分を責めるとより高度な調教が可能となるが、苦手な部分を責めると失敗扱いとなる。

## あらすじ
学園の2年生である主人公は暇つぶしに、自分の周りの人物が凌辱される内容の小説を書いていた。
ある夜、主人公は教室に呼び出され、「私を犯してほしい」と頼まれた。
主人公が戸惑う中、学園では殺人事件が起きた。

## 登場人物
桜井 真実（さくらい まこと）
声 - 永瀬江美弥
主人公のクラスメイト。家庭の事情もあり少々暗い性格。
皆月 明海（みなづき あけみ）
声 - 彩世ゆう
3Aに在籍する女子生徒で、主人公の幼馴染。勢精機優秀で学生会会長を務めたことがあり、現在も学生会へ遊びに来る。
芹沢 小夜子（せりざわ さよこ）
声 - 桜坂かい
1Cに在籍する女子生徒で、主人公のコーラス部の後輩にあたる。礼儀正しく主人公を慕うが、それ以外の人物を嫌っている。
藍田 菜摘（あいだ なつみ）
声 - 如月美琴
2A担任にして、コーラス部顧問をつとめる女性教師。
野島 まゆ子（のじま まゆこ）
声 - 葵ひなか
小夜子のクラスメイトで、写真部と新聞部を兼部している。主人公の小説を気に入っている。
羽根田 玖美子（はねだ くみこ）
声 - 茉莉奈
3B在籍する女子生徒で、まゆ子の友人。
矢崎 良（やざき りょう）
声 - 柚木かなめ
イズミ
声 - 平井真澄
スダ
声 - 佐野赫

## スタッフ
- 原画 - あきら、KST
- シナリオ・スクリプト - ちゅんく、ぬー
- 音楽 - 高野ふじお、保糸ミツル
- ゲームデザイン - あきら、ちゅんく
- CG - 泉秀雄、島田灰二、KST、SATORU、KURI、朱理、橘由宇
- OP主題歌「月光に濡れる教室で、僕は。」
  - 作曲 - 高野 ふじお、歌 - 柚木まき

| スタブアイコン | サブスタブ | この項目は、まだ閲覧者の調べものの参照としては役立たない、アダルトゲームに関連した書きかけの項目です。この項目を加筆・訂正などしてくださる協力者を求めています（P:コンピュータゲーム/PJ:美少女ゲーム系/P:性/PJ:性）。 |